# Cmentarz żydowski w Końskich
Cmentarz żydowski w Końskich – kirkut, który znajdował się w północno-zachodniej części miejscowości u zbiegu ulic Wjazdowej i Staszica. Obecnie brak jest jakichkolwiek śladów świadczących o jego istnieniu. W miejscu dawnego kirkutu znajduje się postawiony w latach 70. XX wieku budynek zespołu szkół ponadgimnazjalnych. Data powstania cmentarza jest nieznana, natomiast szacuje się, że mógł on powstać w XVII wieku.
Nekropolia zajmowała powierzchnię 2 ha. Podczas II wojny światowej Niemcy zdewastowali kirkut dokonując tam egzekucji na Polakach i Żydach, niszcząc przy tym groby. Wyrywane płyty sprzedawano okolicznej ludności. Odłamki powyrywanych macew do dziś widoczne są w podmurówce wielu budynków przy ul. Piłsudskiego. Część wykorzystano również jako krawężniki przy wybudowanej przez hitlerowców obecnej ul. Partyzantów oraz do budowy tuczarni dla świń i wieży w Modliszewicach. Obecnie składowane są na placu przy Zakładzie Gospodarki Mieszkaniowej.
Cmentarz został oficjalnie zamknięty przez władze PRL-u w 1965 roku.